# 广深沿江高速公路

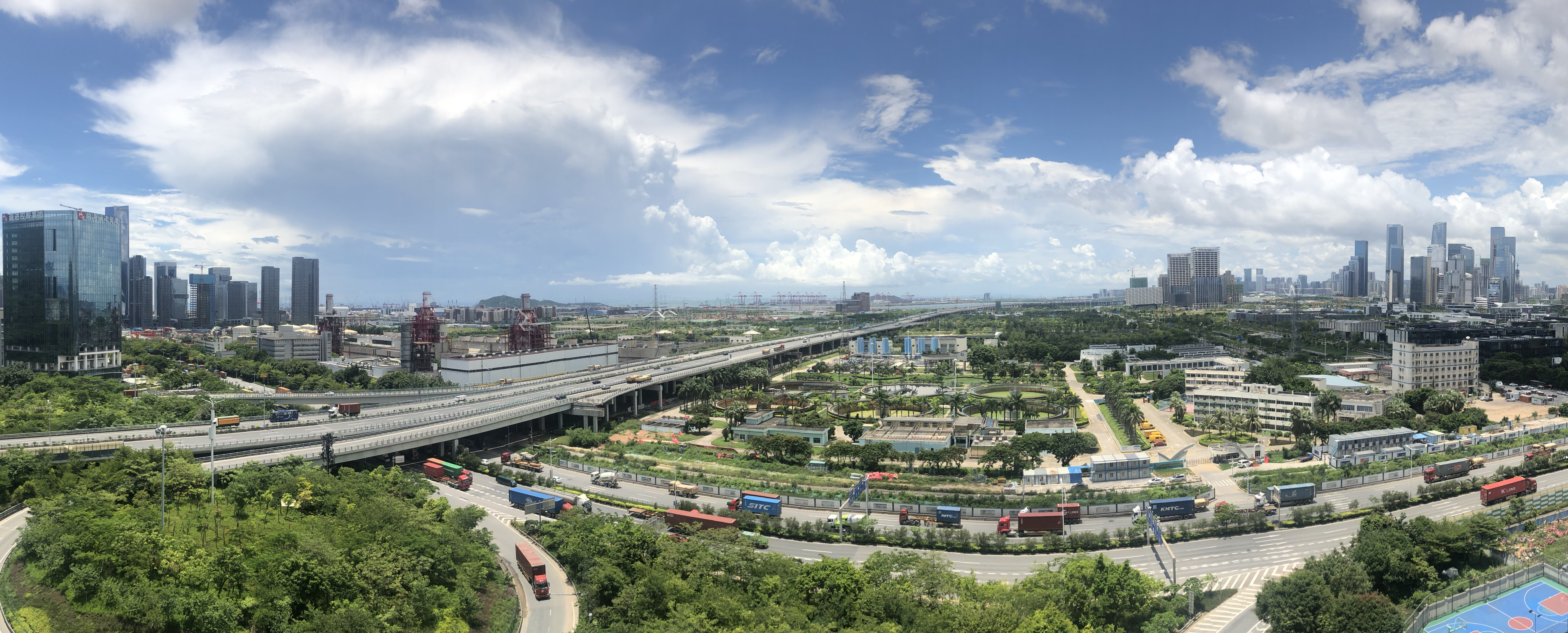
穿过深圳前海自贸区大铲湾的广深沿江高速（图左侧）

广深沿江高速公路，广东省高速公路命名编号S3，起点位于广州市黄埔区107国道，终点位于深港西部通道（深圳湾口岸），全长89.14公里，是连接广州市至深圳市的一條高速公路，是廣東省「十一五」規劃重點建設項目。是繼廣深高速公路之後，珠江三角洲地區又一條南北向重要的交通要道，被称为“第二条广深高速”，其中深圳段设有路灯照明。

## 分段
广东广深沿江高速公路有限公司于2006年1月23日正式注册成立，由广东珠江公路桥梁投资有限公司和东莞市路通投资集团有限公司共同出资组建，负责建设和经营广州黄埔至东莞麻涌高速公路和东莞麻涌至长安高速公路（即广深沿江高速公路广州段和东莞段），管理中心位于东莞市麻涌镇西部干道大步段。
深圳段由深圳市廣深沿江高速公路投資有限公司興建，公路資産與相關附屬設施的管理養護和經營收費業務委託予深圳高速公路股份有限公司營運管理，由深高速代理項目公司行使對沿江一期營運管理相關的權利義務。2017年12月，深圳高速公路股份有限公司收购深圳段100%经营权。2021年12月，公司更名为深圳高速公路集团股份有限公司。

### 西部通道侧接线
西部通道侧接线（亦称作东滨隧道）是为來往深圳湾口岸的車輛分流，以免車輛進入南山區而加重交通負荷，在东滨路地底修建一条隧道，以连接口岸和广深沿江高速公路。隧道全长4.48公里，大部分为下沉封闭式道路，设计车速70公里／小时，为双向六车道，东西行各有两条车道供往返香港的货车使用，一条车道供客车使用。隧道于2007年7月1日随深圳湾口岸的启用而开通。

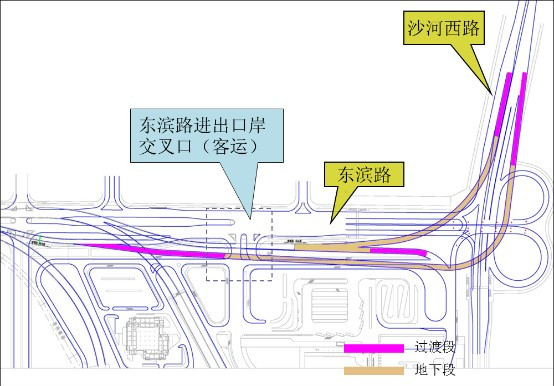
东滨路下沉隧道增加联络匝道方案

由于東濱隧道原設計是為深圳灣口岸服務，未有預計深圳市區車輛利用東濱隧道、沙河西路及濱海大道來往深圳市區，加上出口设计上的缺陷，东滨隧道东行方向客车通道位于东滨路东行最右侧，车辆驶出隧道不足20米后，与东滨路右转进入深圳湾口岸的的车辆交叉，两者不得不停车等候交通信号灯。因此，只要东滨隧道内车流量加大，出口车辆就会排长队。在2015年的勞動節假期（5月1日至3日），每天上午东滨路东行方向都会排长队，队伍最长时一度排至沿江高速—月亮湾大道立交上。而入口位于望海路与东三路（深圳湾口岸内部）掉头处，比较难寻找。为此市政府正建造一对沙河西路与西部通道侧接线的连接匝道，以满足市民便捷上下沿江高速的需要。然而有关匝道建成后因深圳地铁13号线施工，需占用沙河西侧接线项目已建成之东行隧道U型槽段及西行原有隧道隧道施工而并未开通，东行接沙河西路的匝道于2019年1月19日通车，而西行接东滨路隧道的匝道则在一年後的2020年1月21日才开通。

### 主线（深圳段）
广深沿江高速深圳段自东莞深圳交界的东宝河口，终于南山区的月亮湾大道，主线长30.45公里（桥梁约占99.7%），设西乡南、大铲湾、西乡北、福永、田园5个匝道收费站以及前海主线收费站一座，深圳段也被誉为“深圳最美高速公路”。深圳段项目工程规模浩大，沿线受珠江制导线、码头通航、深圳机场净高限制，沿线陆地、海滩等地形交替，难度较大。深圳段99%都是桥梁，为保证行车安全，施工方积极采用新技术、新工艺，积极展开防风、防腐的研究工作，在建设时充分考虑了船舶的撞击，施工方在通航孔增设了辅助防撞设施及助航标志，桥上则使用全国防撞等级最高的防撞护栏以确保行车安全；由于江边风较大，深圳段防风设计为42m/s，相当于12级台风，同时施工方还增设了路灯来确保夜间行车安全。
在深圳機場外的一段原為陸地之上興建，為預留空間予深圳機場未來擴建，特地將這一段向西移至海上興建。
大桥混凝土用量约220万立方米，钢材用量约43万多吨。桥梁建设标准高，为目前国内一次建成的、最宽的跨海桥梁，也是国内第一座双向八车道高速公路沿江（跨海）大桥，桥梁结构可以满足100年设计基准期的耐久性要求。

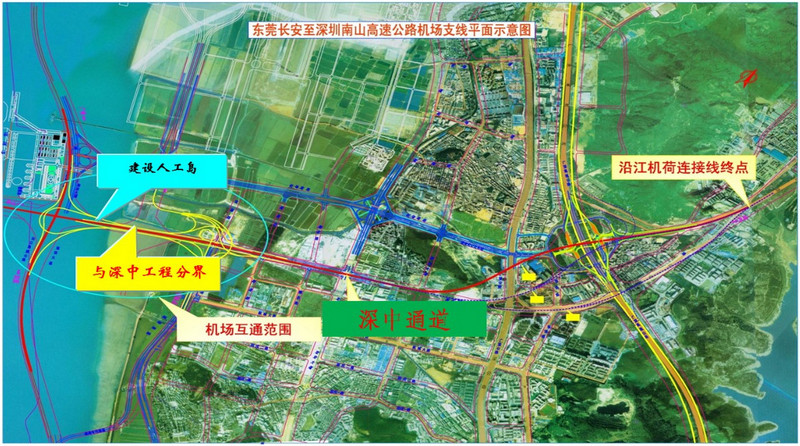
与深中通道连接的示意图

在广深沿江高速建设时，预留了机场互通立交，该立交是沿江高速与机荷高速-深中通道（深圳-中山）之间的交通转换节点，也是沿江高速进出深圳机场的互通立交。其立交形式和与深中通道的衔接方式直接受深中通道海上工程方案的影响，根据省交通主管部门的要求，暂缓该立交建设，待深中通道海上工程方案基本确定后开展。有關工程於2016年展開，於2024年6月30日隨著深中通道通車而同步啟用。

### 主线（东莞段）
广深沿江高速东莞段全长49.235公里，設麻涌、洪梅、沙田、威远、虎門、長安7个匝道收费站，於威远與虎門大橋連接，设麻涌服务区1个。在莞深交界的东宝河入海口处，设东宝河特大桥一座，设计为（120+216+120）m跨径的双塔四索面矮塔稀索部分斜拉桥，采用塔墩固结、塔梁分离的三跨连续体系，桥型结构独特，由于位于小半径平曲线上（半径为2000米），使该桥施工难度大，施工技术复杂。2012年8月1日上午，有着“一桥两市”特殊身份的东宝河特大桥合龙，为沿江高速全线通车奠定了基础。。东江南特大桥全长940米，宽40米，主跨长256米，是广深沿江高速公路全线最大的一座桥梁，也是整个广深沿江高速公路的控制性工程，大桥从2007年开工建设以来，先后完成了桥墩水下桩基、桥墩承台和桥墩主体工程建设，东江南大桥施工水域横跨沙田辖区泗盛-坭洲渡运航线，处于繁忙东莞水道，船舶来往密度大。施工期间，东莞海事部门通过设置警戒船、发布天气预警信息等手段，来保障工程进度和船舶航行安全。

### 主线（广州段）
广州段全長9.645公里，設黄埔、开发大道及南崗3个匝道收费站，黄埔收费站为广深沿江高速的终点。由于BRT（快速公交）系统和地铁13号线双岗站相继在匝道连接黄埔东路原设计位置附近施工，广州段官田互通与107国道的一段长600米的连接线长期未建成，直到2018年7月24日才建成通车。

## 互通枢纽和服务设施

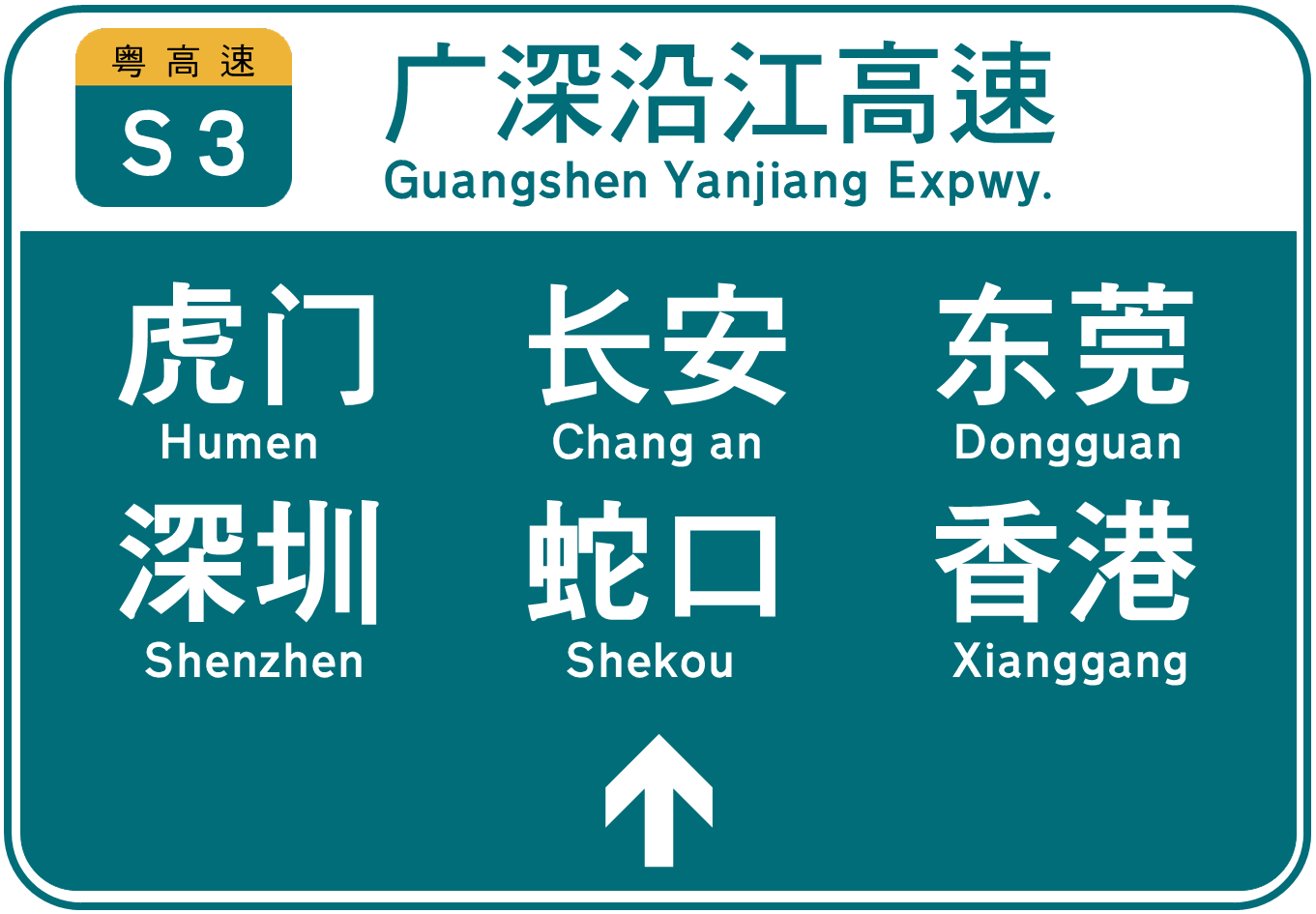
位於廣州的廣深沿江高速公路路牌，使用了「Xianggang」作為香港的英文地名（2014年）

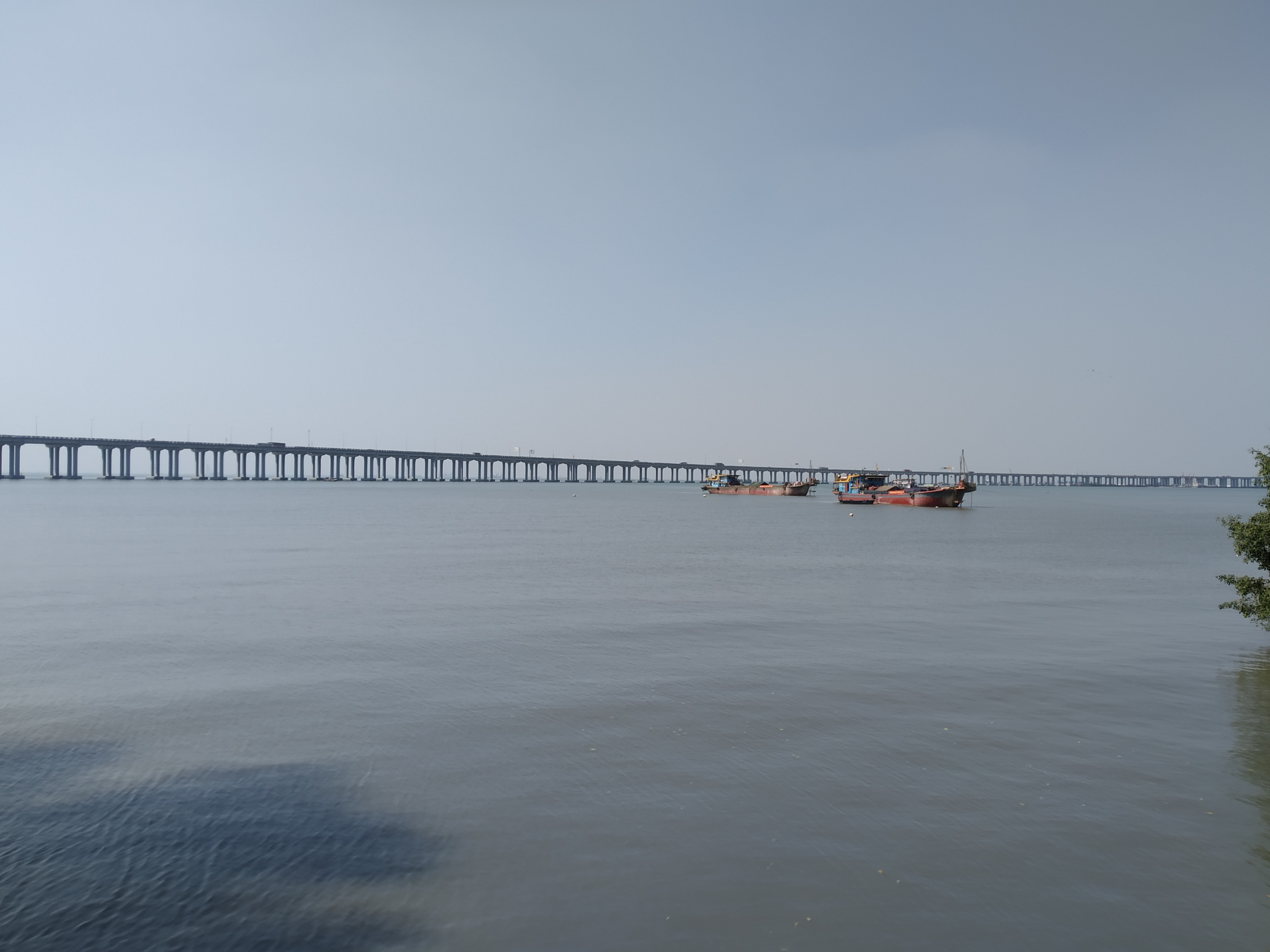
深圳宝安段

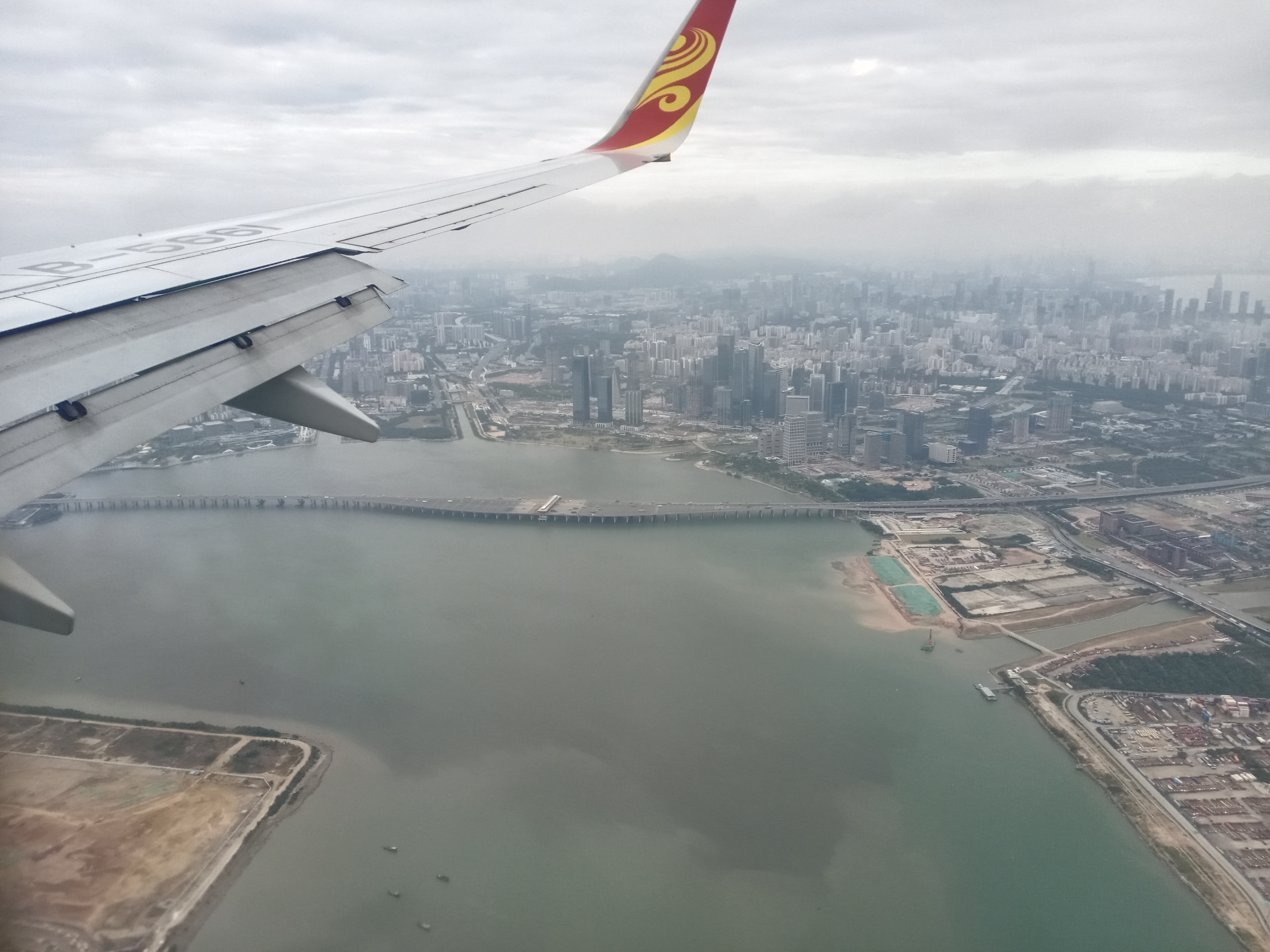
深圳前海段跨海大桥

## 互通枢纽和服务设施[15]
| 地区                                                                                         | 里程 | 类型                              | 名称          | 连接                                         | 说明                                              |
| -------------------------------------------------------------------------------------------- | ---- | --------------------------------- | ------------- | -------------------------------------------- | ------------------------------------------------- |
| 广州市 黄埔区                                                                                |      | 主线出入口                        | 双岗          | 黄埔东路                                     |                                                   |
| 广州市 黄埔区                                                                                |      | (1)                               | 富岗路        | 富岗路 华坑路 信华路                         |                                                   |
| 广州市 黄埔区                                                                                |      | 主线收费站                        | 黄埔          | 黄埔                                         | 广深沿江高速终止标志位于此                        |
| 广州市 黄埔区                                                                                |      | (2)                               | 黄埔          | 广州东二环高速公路                           | 黄埔港                                            |
| 广州市 黄埔区                                                                                |      | (5)                               | 开发大道 夏港 | 开发大道                                     | 广州经济技术开发区 僅限深圳方向入口及廣州方向出口 |
| 广州市 黄埔区                                                                                |      | (8)                               | 南岗          | 黄埔东路 开创大道 富南路                     | 僅限深圳方向入口及廣州方向出口                    |
| 东莞市                                                                                       |      | 停车场 · 加油设施 · 修车站 · 餐厅 | 麻涌服务区    | 麻涌服务区                                   |                                                   |
| 东莞市                                                                                       |      | (16)                              | 麻涌          | 水乡大道 （西部干道）                        |                                                   |
| 东莞市                                                                                       |      | (22)                              | 立沙岛        | 立沙大道                                     |                                                   |
| 东莞市                                                                                       |      | (26)                              | 洪梅          | 洪金路                                       |                                                   |
| 东莞市                                                                                       |      | 河流 · 桥梁                       | 东江南特大桥  | 东江南特大桥                                 | 長度940米                                         |
| 东莞市                                                                                       |      | (33)                              | 沙田          | 广龙高速公路（南沙大桥） 番莞高速公路 沿河路 |                                                   |
| 东莞市                                                                                       |      | (39)                              | 虎门港        | 虎门港支线 （狮子洋通道） 轮渡路             | 虎门港                                            |
| 东莞市                                                                                       |      | (43)                              | 威远          | 虎门大桥 海战馆路 南面大道                   | 虎门港港澳客运码头 虎门炮台旧址 虎门销烟旧址      |
| 东莞市                                                                                       |      | 隧道                              | 牛头山隧道    | 牛头山隧道                                   | 長度373米                                         |
| 东莞市                                                                                       |      | (50)                              | 虎门          | 连升南路                                     |                                                   |
| 东莞市                                                                                       |      | 停车场 · 加油设施 · 修车站 · 餐厅 | 长安服务区    | 长安服务区                                   |                                                   |
| 东莞市                                                                                       |      | (54)                              | 长安          | 福海路                                       |                                                   |
| 东莞市                                                                                       |      | 河流 · 桥梁                       | 东宝河特大桥  | 东宝河特大桥                                 | 長度1040米                                        |
| 深圳市 宝安区                                                                                |      | 枢纽                              | 田园          | 深圳外环高速公路                             |                                                   |
| 深圳市 宝安区                                                                                |      | (62)                              | 国际会展中心  | 凤塘大道                                     | 深圳国际会展中心                                  |
| 深圳市 宝安区                                                                                |      | (65)                              | 福海          | 福洲大道                                     |                                                   |
| 深圳市 宝安区                                                                                |      | 河流 · 桥梁                       | 机场特大桥    | 机场特大桥                                   | 長度8421米                                        |
| 深圳市 宝安区                                                                                |      | (76)                              | 机场          | 深岑高速公路（深中通道）                     | 深圳宝安国际机场                                  |
| 深圳市 宝安区                                                                                |      | (80)                              | 西乡北        | 西乡大道                                     | 仅限广州方向入口及深圳方向出口                    |
| 深圳市 宝安区                                                                                |      | (81)                              | 大铲湾        | 金湾大道 金港大道                            | 大鏟灣碼頭                                        |
| 深圳市 宝安区                                                                                |      | (82)                              | 西乡 西乡南   | 西乡大道                                     | 仅限广州方向出口及深圳方向入口                    |
| 深圳市 南山区                                                                                |      | 主线收费站                        | 前海收费站    | 前海收费站                                   |                                                   |
| 深圳市 南山区                                                                                |      | (86)                              | 前海          | 临海大道                                     | 妈湾港 經前海地下道路前往南坪快速路               |
| 广深沿江高速终止标志位于此，但里程计算至东滨隧道。                                           |      |                                   |               |                                              |                                                   |
| 深圳市 南山区                                                                                |      | (88)                              | 月亮灣        | 月亮湾大道                                   | 妈湾港、赤灣港 深圳西站                           |
| 东滨隧道往深圳湾口岸及沙河西路                                                               |      |                                   |               |                                              |                                                   |
| 1.000 英里 = 1.609 千米；1.000 千米 = 0.621 英里 并行路段 • 已关闭／取消 • 限制进入 • 未开放 |      |                                   |               |                                              |                                                   |

## 未来发展

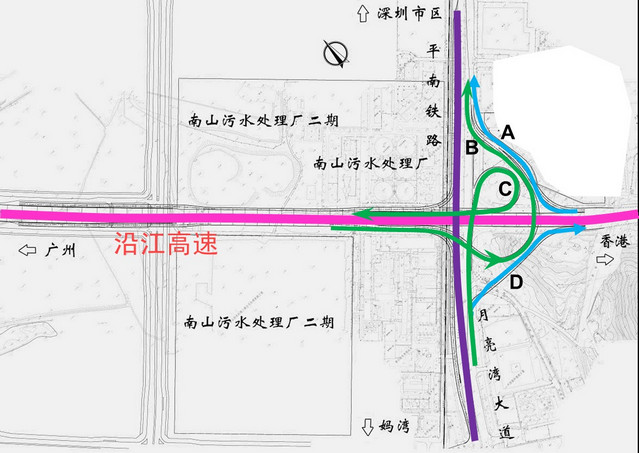
现状月亮湾匝道建成情况

月亮湾立交位于月亮湾大道与沿江高速交汇，受平南铁路、污水厂地下管线和南山热电厂制约，目前该立交仅建成月亮湾东侧的4个匝道（图中A、B、C、D），从沿江高速往深圳市区较为便捷，如从市区方向上沿江高速，则需在月亮湾大道南行调头后再上，有一定的绕行。

2018年6月14日深圳市交通运输委员会发布的《深圳市高快速路网优化及地下快速路布局规划》中，第二项“南坪快速衔接沿江高速并西延对接深珠通道”中提出：
“规划重点就南坪快速路与沿江高速公路衔接方式--海上高架互通立交、前海陆域地面互通立交、水下互通立交三个方案进行了综合比选，其中水下互通立交方案在节约集约用地、改善生态环境、提升空间品质等方面具有优势，并能预留未来西延对接深珠通道规划条件。”
此规划提案除落实停工延误数年的南坪快速二期C段，与沿江高速的衔接方式外，亦意味着投入使用不足5年的沿江高速深圳段，西乡出口至东滨路隧道一段，包括前海主线收费站在内，将全面停用拆除改为隧道。该规划案引起了关注和讨论，部分政协委员撰写了书面意见要求慎重评估。

## 圖片集

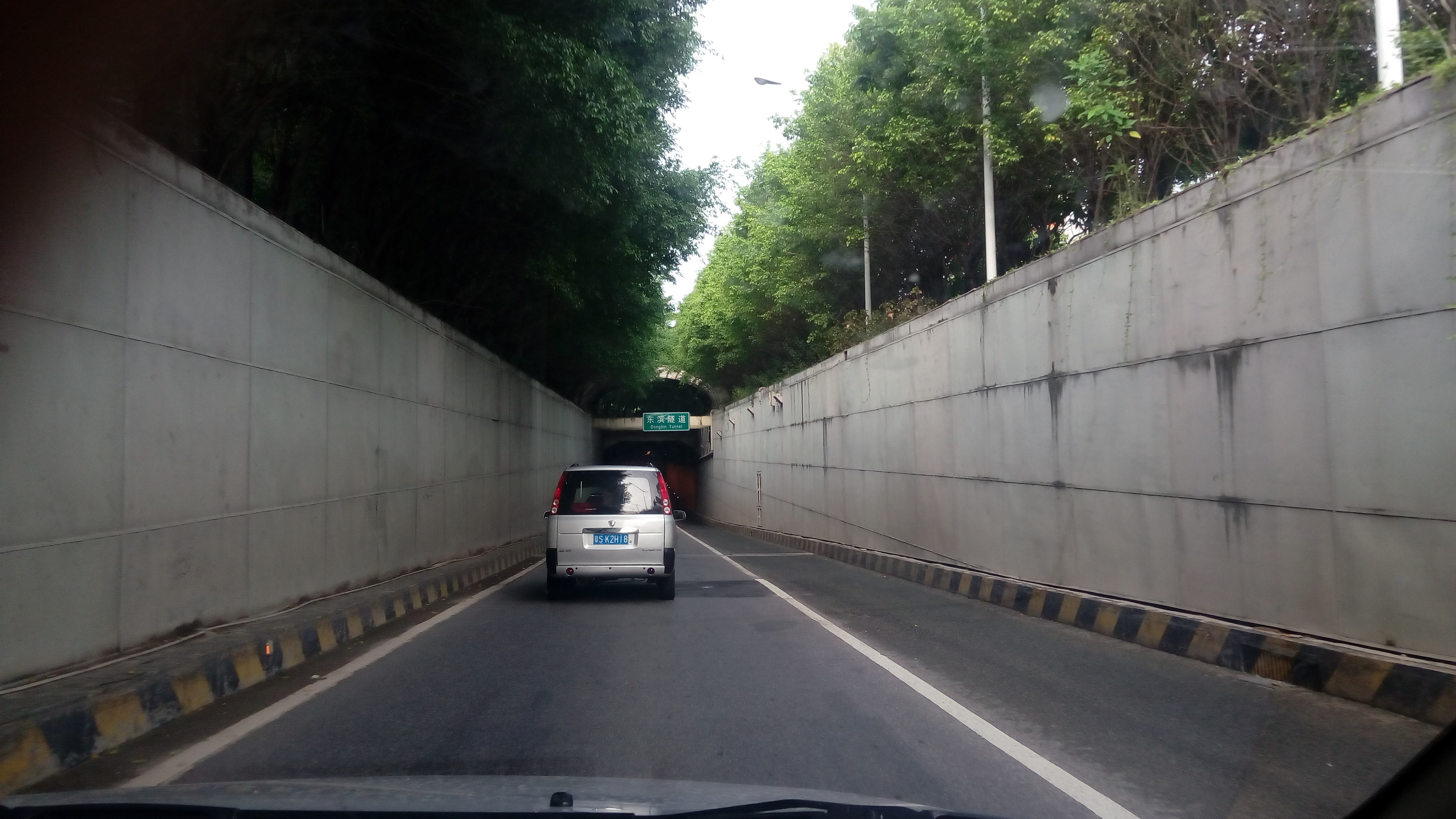
深圳东滨路客车隧道入口
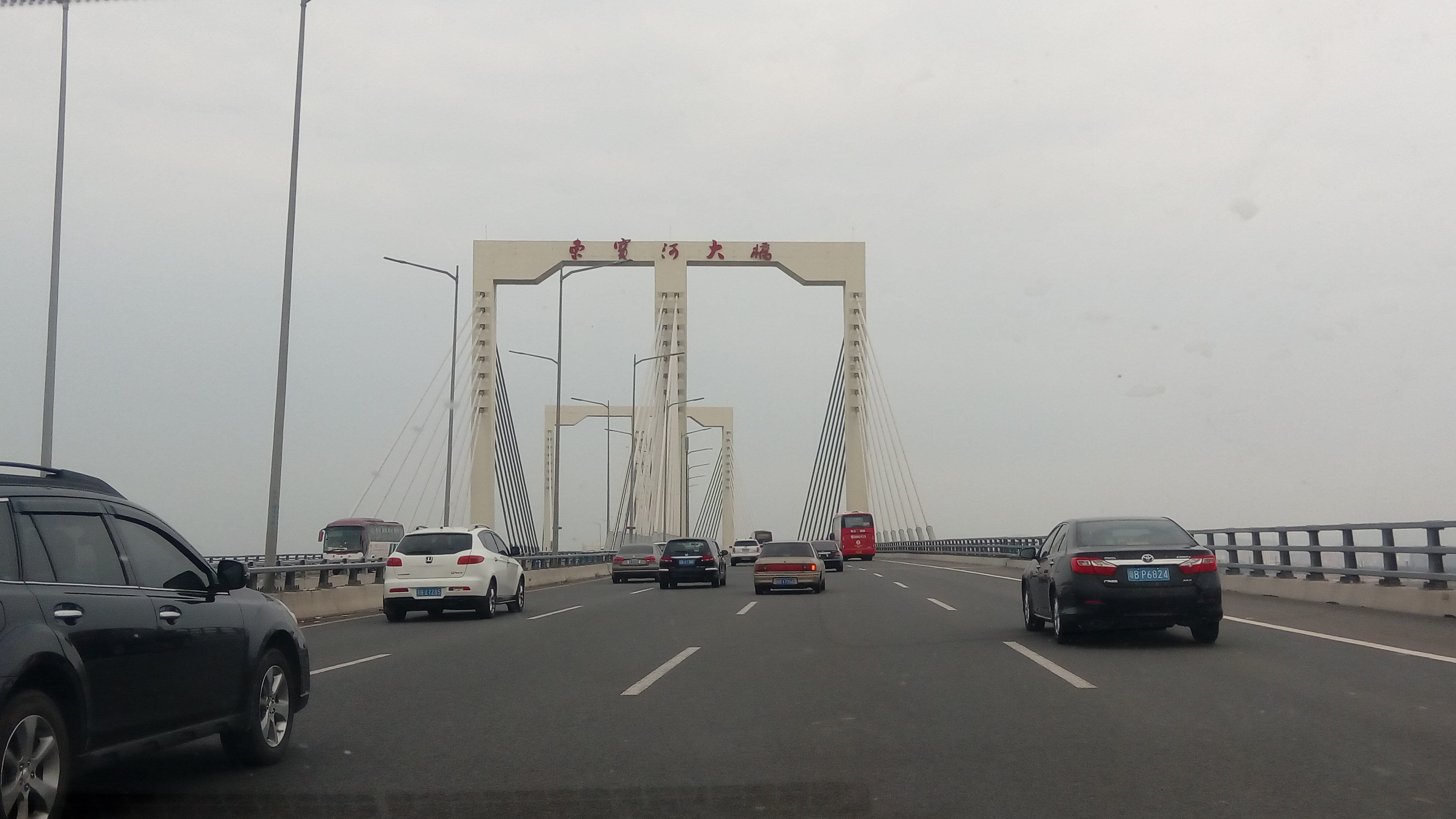
东宝河大桥
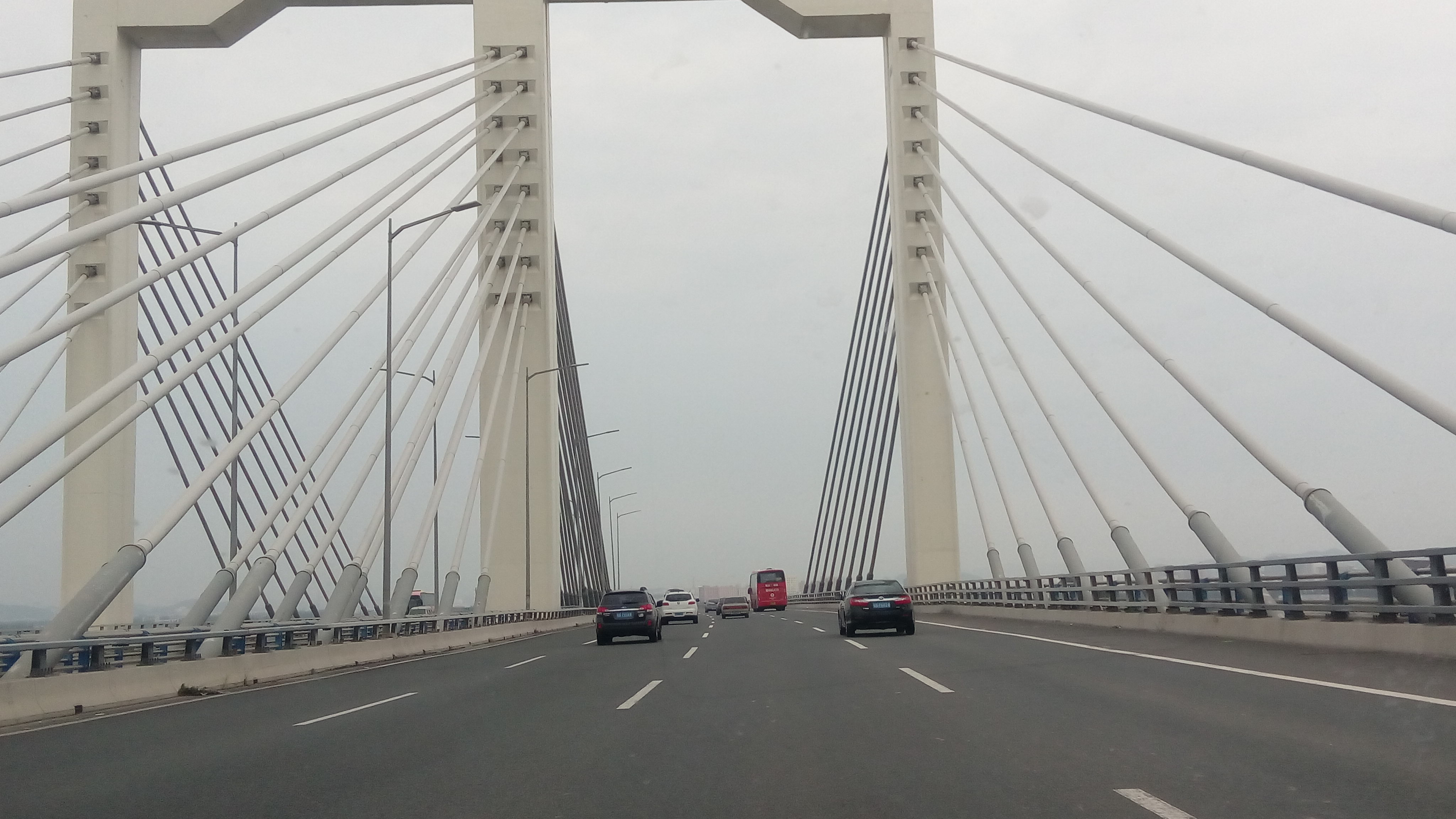
东宝河大桥（桥身）
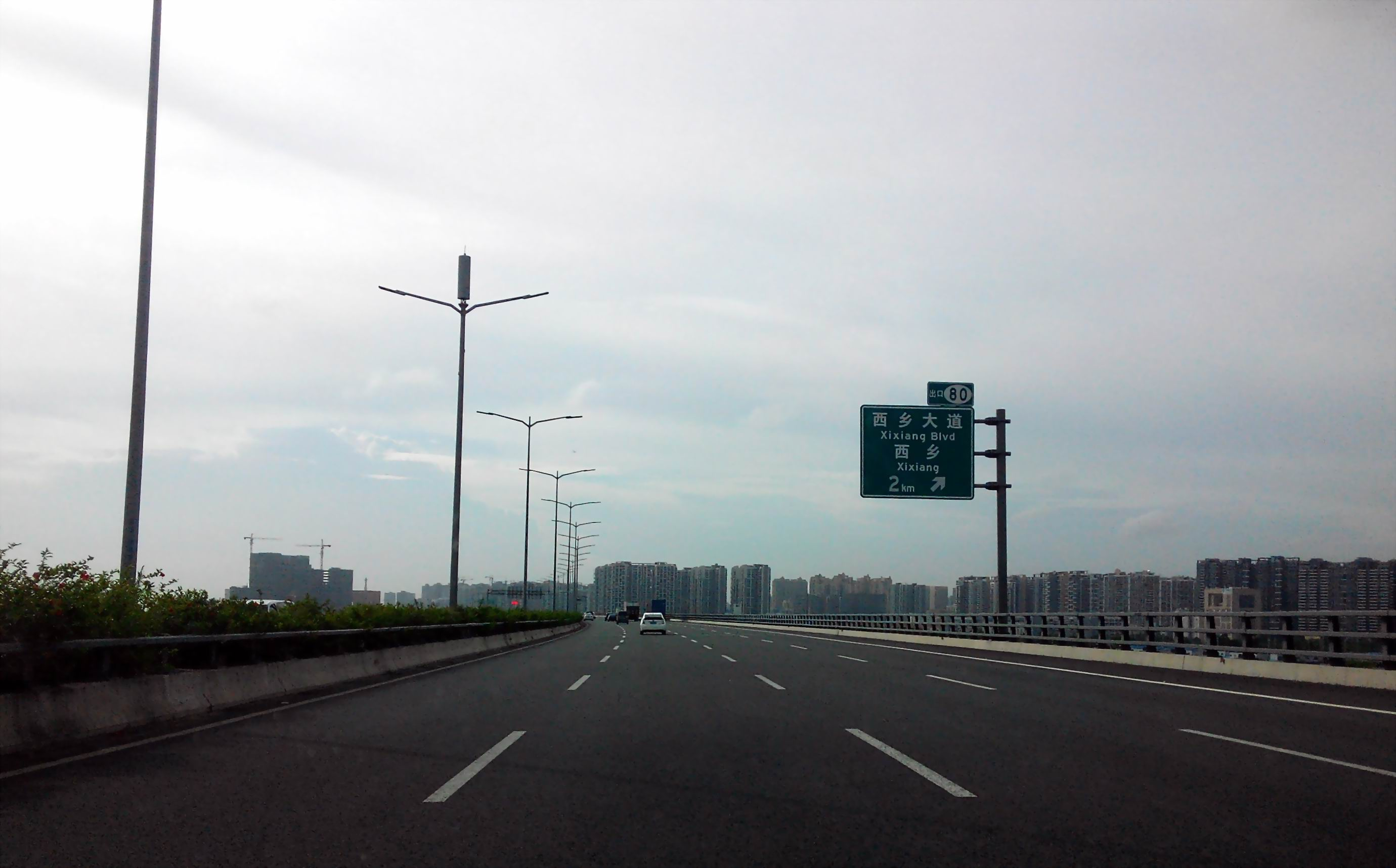
深圳市宝安区路段
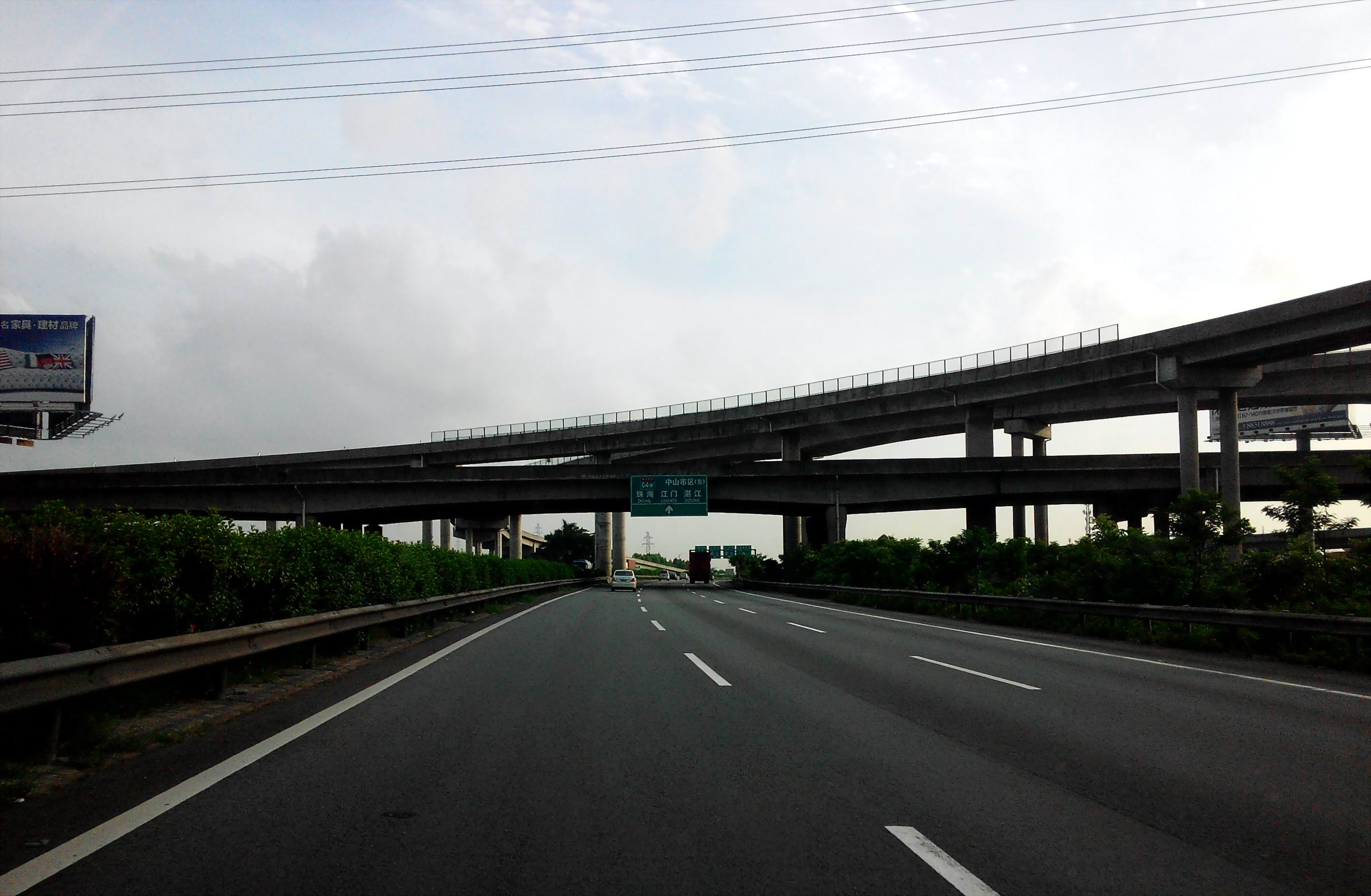
广州终点附近
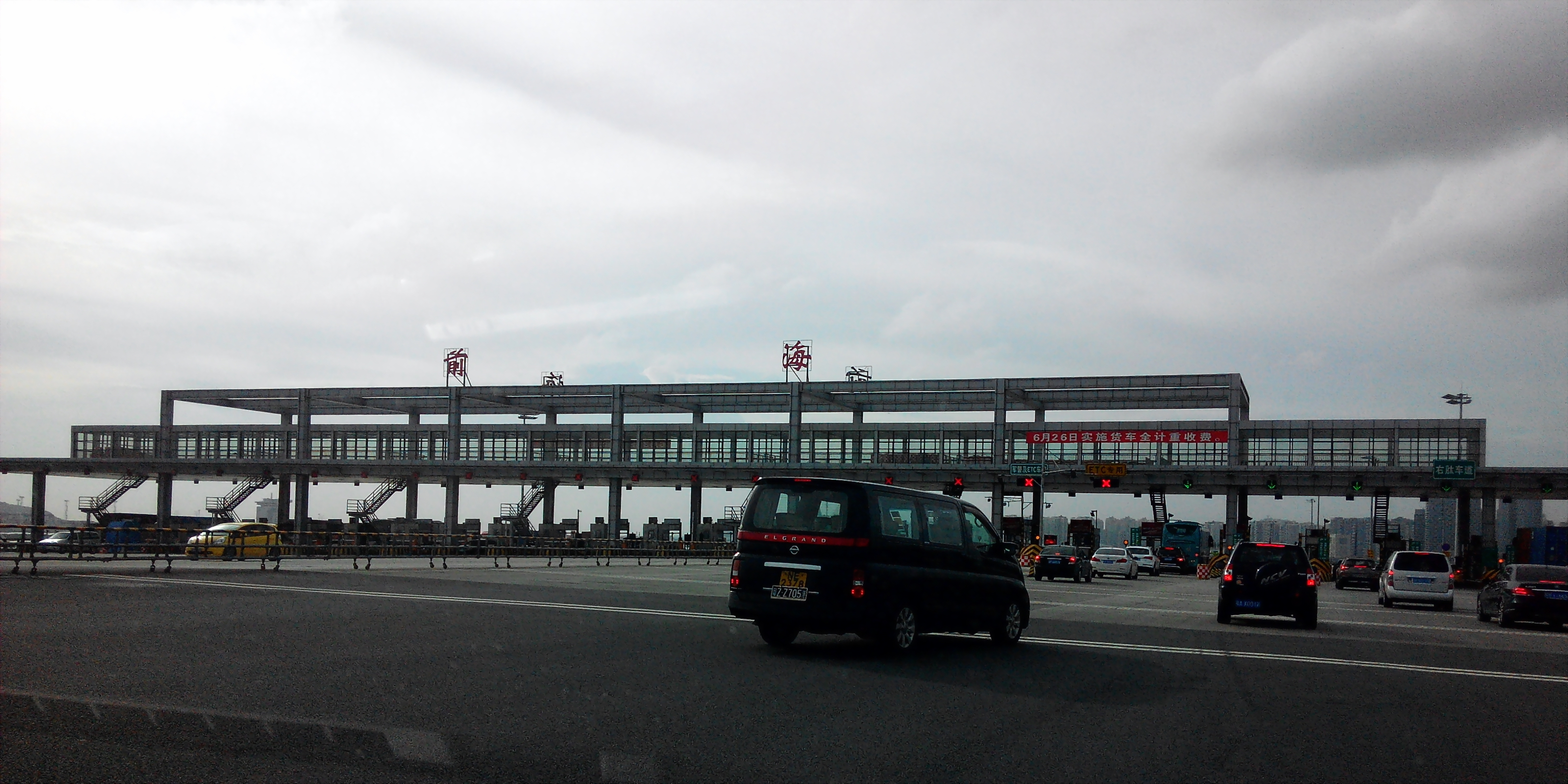
前海收费站